# Orlando Pirates Football Club Windhoek
Pour les articles homonymes, voir Orlando Pirates.
Maillots
Actualités
L'Orlando Pirates Football Club Windhoek est un club namibien de football, basé à Katutura, un township de Windhoek. Le club a été fondé en 1963.

## Palmarès
- Championnat de Namibie (1)
  - Champion : 2008

- Coupe de Namibie (3)
  - Vainqueur : 2002, 2006 et 2009